# Romilio Orellana
Romilio Orellana (Santiago de Chile, septiembre de 1970) guitarrista clásico chileno.

## Biografía
Nació en Santiago de Chile en septiembre de 1970. Sus estudios de Guitarra los realizó en la Facultad de Artes de la Universidad de Chile con el profesor Ernesto Quezada, titulándose con la más alta distinción. Ha participado en clases magistrales y seminarios con los laudistas Hopkinson Smith, Eduardo Egüez y la guitarrista belga Raphaella Smits.
Ganó por cinco años consecutivos la beca “Amigos del Teatro Municipal”, otorgada a músicos jóvenes sobresalientes. En 1993 y 1994, obtuvo el Primer Premio del Concurso “Jóvenes Talentos”, organizado por el Centro de Extensión Artístico y Cultural de la Universidad de Chile, premio que consistió en tocar como solista acompañado de la Orquesta Sinfónica de Chile en sus conciertos aniversario números 53 y 54.
Ha sido galardonado en importantes concursos internacionales de guitarra. En 1994 ganó el Primer Premio del IX Concurso Internacional de Guitarra “Alirio Díaz” realizado en Caracas, Venezuela; “Mención Especial” en el Primer Concurso Internacional “Agustín Barrios Mangoré” en Asunción, Paraguay; en 1996 obtiene el Primer Premio del Segundo Concurso Internacional de Guitarra “Liliana Pérez Corey” en Santiago de Chile; en el año 2000 obtiene el Premio Especial a la mejor Interpretación de la obra de Francisco Tárrega en la XXXIV versión del prestigioso Certamen Internacional de Guitarra “Francisco Tárrega” en Benicasim, España. En el año 2002 obtiene el 2ª Premio del XXXVI Certamen Internacional de Guitarra “Francisco Tárrega”.
Ha tocado en importantes festivales de guitarra como el Festival de Agosto en Caracas, Venezuela; Festival Rodrigo Riera en Barquisimeto, Venezuela; Festival Internacional de Guitarra de Viña del Mar, Chile; Festival de Guitarra de San Juan, Argentina y Festival de Agosto de la Universidad de Indiana, EE. UU., entre otros. Como solista y con agrupaciones de cámara, ha tocado en Brasil, Paraguay, Uruguay, Colombia, Argentina, Venezuela, Costa Rica, México, España, Alemania, Suiza, Rusia, Portugal, Nueva Zelanda y Tailandia. Ha sido elegido miembro de importantes delegaciones artísticas de Chile, como la Expolisboa 98, Feria Internacional de Hannover, Feria Internacional del Libro de Guadalajara y Aniversario Número 50 de la ascensión al trono del Rey de Tailandia.
Ha actuado como solista con la Orquesta Sinfónica de Chile, Orquesta Sinfónica Nacional Juvenil, Orquesta de la Comunidad de Madrid (España), Orquesta Sinfónica de Maracaibo (Venezuela), Orquesta de la Provincia de San Luis (Argentina) y Orquesta Sinfónica Europea Mediterránea (España). Ha estrenado en Chile el “Concierto Nº2” de Mario Castelnuovo-Tedesco con la Orquesta Sinfónica de Chile y “Artículo de Concierto” de Nino García para guitarra solista y Orquesta de Cámara. Esta obra fue escrita especialmente para Romilio Orellana, quien la estrenó el año 2002 también con la Orquesta Sinfónica de Chile.
Su disco “Artículo de Concierto” obtuvo la aprobación unánime del público y de la crítica especializada. Ha realizado actuaciones para Radio y Televisión, incluyendo la Radio y Televisión Española y Radio Nacional de España.
El 25 de febrero de 2004 hizo su debut en Londres, en el Royal Festival Hall, con el estreno de Liederkoncert del compositor Angelo Gilardino, obra para dos guitarras y orquesta de cámara, junto al guitarrista italiano Sante Tursi, miembros de la Orquesta de Cámara Inglesa y el director Benjamin Wallfisch.
En noviembre de 2004 tocará en el Teatro Municipal, junto a la Orquesta Filarmónica de Santiago, el Concierto N.º 1 Op.30 en La Mayor de Mauro Giuliani.
Desde 1996 es académico de la Facultad de Artes de la Universidad de Chile. A partir de 2004 se desempeña también como académico y Jefe de la Cátedra de Guitarra del Conservatorio de la Universidad Mayor.